# Zeit der Trauer
Zeit der Trauer (Originaltitel The Greatest) ist ein US-amerikanischer Spielfilm aus dem Jahr 2009.

## Handlung
Der 18-jährige Bennett Brewer erlebt seine erste Liebesnacht mit Rose. Auf der Heimfahrt hält Bennett mitten auf einer unübersichtlichen Kreuzung, um Rose zu sagen, wie lange er sie schon liebt. Ein anderer Wagen rast in sein Auto, Bennett stirbt, Rose überlebt den Unfall.
Nach Bennetts Beerdigung versucht sein Vater Allen Stärke zu zeigen, um seiner von Trauer zermürbten Frau Grace zur Seite zu stehen. Schnell kehrt er zu seiner Arbeit als Mathematikprofessor zurück. Er leidet innerlich und versucht seine Trauer vor der Familie zu verbergen. Das reißt Grace nur noch tiefer in die seelische Krise, denn sie glaubt, Allen empfinde nichts nach dem Tode des geliebten Sohnes. Ryan, der jüngere Bruder von Bennett, leidet vor allem daran, dass die Eltern den Bruder nach seinem Tod nur noch mehr idealisieren. Er will bei dieser Idealisierung nicht mitmachen, auch, weil er dadurch seine eigenen Schwächen noch deutlicher empfindet. Eher widerwillig besucht er einen psychologischen Trauerkurs für Jugendliche, die Angehörige verloren haben. Dort lernt er das Mädchen Ashley kennen, das seine Schwester durch Selbstmord verloren hat, aber genau so rau mit dem Erlebten umzugehen scheint wie er selbst.
Einige Zeit nach der Beerdigung steht Rose vor der Tür der Brewers. Sie ist im dritten Monat schwanger von Bennett und weiß nicht, wo sie hin soll. Allen lädt sie ein, bei den Brewers einzuziehen. Während Allen versucht sich um das Mädchen zu kümmern, entstehen zwischen Grace und Rose tiefe emotionale Gräben. Rose möchte während ihrer Zeit bei den Brewers den Vater ihres Kindes besser kennenlernen. Da ihr Liebesverhältnis so kurz war, hatte sie zu seinen Lebzeiten keine Möglichkeit dazu. Als es jedoch zum offenen Bruch zwischen Rose und Grace kommt, verlässt sie die Familie und kommt bei einer Freundin unter.
Grace versucht Kontakt zu dem Fahrer des zweiten Unfallwagens aufzubauen. Der liegt zunächst im Koma. Sie besucht ihn regelmäßig, da er der letzte war, der Bennett lebend gesehen hat. 17 Minuten hat Bennett noch gelebt. Eingeklemmt in seinem Auto hatte er ein letztes Gespräch mit dem Fahrer. Als der Fahrer aus dem Koma erwacht, erzählt er Grace, dass Bennets einzige Sorge Rose galt. Grace erkennt, dass sie dem Mädchen Unrecht getan hat. Die Brewers machen sich auf die Suche nach ihr und finden Rose kurz vor der Entbindung. Sie fahren gemeinsam ins Krankenhaus, und Grace unterstützt sie bei der Entbindung.

## Hintergrund
The Greatest ist das Regiedebüt der amerikanischen Regisseurin Shana Feste. Pierce Brosnan hat sich mit seiner Firma Irish Dream Time an der Produktion des Films beteiligt. Susan Sarandon wollte die Rolle der trauernden Mutter ursprünglich ablehnen, da sie in den Jahren zuvor bereits ähnliche Rollen in Moonlight Mile und Im Tal von Elah gespielt hatte. Das Drehbuch und ihr bereits feststehender Filmpartner Pierce Brosnan konnten sie schließlich überzeugen. Ein weiteres Argument soll die Nähe des Drehortes zu ihrem Wohnsitz gewesen sein. Die Dreharbeiten fanden 2008 in Rockland County im Bundesstaat New York statt. Carey Mulligan drehte diesen Film, bevor die Arbeit an An Education begann. Beide Filme liefen schließlich 2009 auf dem Sundance Film Festival.
Der Film erlebte seine Uraufführung am 17. Januar 2009 beim Sundance Film Festival, wo der Film im Wettbewerb lief. Seitdem lief der Film auf zahlreichen Festivals wie z. B. auf dem Karlovy Vary Film Festival. In Deutschland wurde der Film während der Berlinale 2009 dem Fachpublikum auf dem European Film Market gezeigt. In Deutschland und den USA kam der Film bislang nicht in den regulären Verleih. In Israel, Frankreich, Spanien und Argentinien war er bereits in den Kinos, während er in Italien bereits im Fernsehen gezeigt wurde. Die deutschsprachige Synchronfassung ist seit November 2010 als Blu-ray Disc erhältlich.